# S Almirante Karam (S-43)
El S Almirante Kram (S-43), anteriormente nombrado Angostura será el cuarto y último submarino de la clase Riachuelo fabricada en Brasil como parte del programa PROSUB.

## Construcción
Este submarino se encuentra bajo construcción con Itaguaí Construées Navais (Río de Janeiro). Su entrega a la marina de guerra está prevista para 2024.